# Дрозд, Максим Сергеевич
Максим Сергеевич Дрозд (укр. Максим Сергійович Дрозд; 5 августа 1991, Ивано-Франковск, Украинская ССР, СССР) — украинский волейболист, центральный блокирующий клуба «Эпицентр-Подоляны» и сборной Украины.

## Спортивная карьера

### Клубная карьера
Родился 5 августа 1991 года в Ивано-Франковске.
Профессиональную карьеру начинал в харьковском «Локомотиве», далее играл в киевском «Локомотиве», в сезоне 2015/2016 годов выступал за российский клуб «Дагестан» из Махачкалы. В сезоне 2018/19 года перешёл во французский «Туркуэн». В августе 2019 года перешёл в болгарский клуб «Нефтохимик 2010» из Бургаса. В сезоне 2020/2021 годов выступал за клуб «Барком-Кажаны» из Львова.

### Международная карьера
В составе студенческой сборной Украины — полуфиналист Универсиады 2017 в Тайбэе. В составе главной национальной сборной Украины принимал участие на Чемпионате Европы 2019 года и 2021 года.

## Достижения

### Командные
«Локомотив» Харьков
Чемпион Украины: (4)
- 2012/13; 2013/14; 2014/15; 2016/17

Серебряный призёр чемпионата Украины: (1)
- 2017/18;

Обладатель Кубка Украины: (3)
- 2012/13; 2013/14; 2014/15

Обладатель Суперкубка Украины: (1)
- 2017;

 «Барком-Кажаны» Львов
Чемпион Украины: (1)
- 2020/21

 «Эпицентр-Подоляны» Городок
Чемпион Украины: (1)
- 2021/22

### Личные
- MVP Евролиги 2017;
- Символическая сборная Евролиги 2017 (вместе с партнерами по команде Владимиром Ковальчуком и Алексеем Клямаром)
- Лучший блокирующий Суперкубка Украины 2017: